# Filips I van Schaumburg-Lippe
Filips I van Schaumburg-Lippe, Duits: Graf Philipp I zur Schaumburg-Lippe (Lemgo, 18 juli 1601 - Stadthagen, 10 april 1681), was graaf van Schaumburg-Lippe, en de stichter van die dynastie.

## Leven
Filips werd in 1601 geboren in Lemgo als tiende en jongste kind van vorst Simon VI van Lippe, sinds 1563 graaf van Lippe. De moeder van Filips was gravin Elisabeth van Holstein-Schauenburg, een dochter van graaf Otto IV van Holstein-Schauenburg. Filips had vele broers waaronder: Simon, graaf van Lippe-Detmold, Otto, graaf van Lippe-Brake, en Herman, graaf van Lippe-Schwalenberg. Daarnaast had hij meerdere oudere zussen waaronder: Ursula, die huwde met Johan Lodewijk van Nassau-Hadamar, en Sophia, die huwde met Lodewijk I van Anhalt-Köthen.
Toen zijn vader, Simon VI, in 1613 stierf werd Filips benoemd tot graaf van Lippe-Alverdissen. Dit land was speciaal voor Filips gecreëerd. Hij regeerde dit land tot 1640 toen hij werd benoemd tot nieuwe graaf van Schaumburg-Lippe. Schaumburg-Lippe kwam tijdens de Dertigjarige Oorlog tot stand: graaf Otto V van Schaumburg was kinderloos overleden en de rechten op de troon van Schaumburg kwamen toe aan gravin Elisabeth van Lippe, een zus van Filips. Hij regeerde Schaumburg-Lippe tot zijn dood. Hij werd in Schaumburg-Lippe opgevolgd door zijn oudste overlevende zoon Frederik Christiaan. Het land Lippe-Alverdissen ging over op zijn tweede nog in levende zoon, Filips Ernst.

## Huwelijk en kinderen
Op 13 oktober 1644 trouwde Filips te Stadthagen met landgravin Sophia van Hessen-Kassel, jongste dochter van landgraaf Maurits van Hessen-Kassel. Zij kregen tien kinderen:
- Elisabeth (1646 – 1646)
- Sophia (1648 – 1671)
- Johanna Dorothea (1649 – 1696)
- Louise (1650 – 1731)
- Willem Bernhard (1651 - 1651)
- Elisabeth Philippine (1652 – 1703)
- Charlotte Juliana (1658 – 1684)
- Frederik Christiaan (26 augustus 1655 - 13 juni 1728), huwde Johanna Sophie van Hohenlohe-Langenburg. Was de opvolger van zijn vader in Schaumburg-Lippe.
- Karel Herman (1656 – 1657)
- Filips Ernst (1659 – 1753), werd de vorst van Lippe-Alverdissen

Filips I · Frederik Christiaan · Albert Wolfgang · Willem · Filips II · George Willem · Adolf I · George · Adolf II